# Yamanote-Linie
| Yamanote-Linie                                         | Yamanote-Linie    |
| ------------------------------------------------------ | ----------------- |
| Triebzüge der Baureihe E235 zwischen Ebisu und Shibuya |                   |
|                                                        |                   |
| Streckenlänge:                                         | 34,5 km           |
| Spurweite:                                             | 1067 mm (Kapspur) |
| Stromsystem:                                           | 1500 V =          |
| Streckengeschwindigkeit:                               | 90 km/h           |
| Zweigleisigkeit:                                       | ganze Strecke     |
|                                                        |                   |
| Gesellschaft:                                          | JR East           |

Die Yamanote-Linie (jap. 山手線, Yamanote-sen) ist eine Eisenbahnstrecke in der japanischen Hauptstadt Tokio. Sie wird von der Bahngesellschaft JR East betrieben und ist eine Ringlinie rund um die Tokioter Innenstadt. Die Yamanote-Linie ist eine der verkehrsreichsten und wichtigsten Linien der Metropolregion und verbindet die meisten größeren Bahnhöfe und Subzentren, darunter Marunouchi, Ginza, Shinagawa, Shibuya, Shinjuku, Ikebukuro und Ueno. Bis auf zwei Ausnahmen bieten alle 30 Bahnhöfe Anschlüsse an andere Eisenbahn- oder U-Bahn-Linien.
Intern bezeichnet JR East mit Yamanote-Linie jenen viergleisigen 20,6 km langen Korridor zwischen den Bahnhöfen Shinagawa und Tabata über Shinjuku. Dieser Korridor besteht aus einem Gleispaar, das von den Yamanote-Nahverkehrszügen genutzt wird und einem weiteren parallelen Gleispaar namens Yamanote-Güterlinie, das von den Zügen der Saikyō-Linie und der Shōnan-Shinjuku-Linie, vereinzelten Schnellzügen sowie von Güterzügen genutzt wird. Im alltäglichen Sprachgebrauch, auf Karten und Bahnhofsschildern bezeichnet Yamanote-Linie den Nahverkehr auf der gesamten 34,5 km langen Ringstrecke, die neben der Yamanote-Linie im eigentlichen Sinn auch die zentralen Abschnitte der Tōhoku-Hauptlinie und der Tōkaidō-Hauptlinie über den Bahnhof Tokio umfasst.
Der älteste Teil der Yamanote-Linie wurde 1885 von der Bahngesellschaft Nippon Tetsudō zwischen Shinagawa und Akabane entlang dem damaligen westlichen Stadtrand verlegt, um die Tōhoku-Hauptlinie und die Tōkaidō-Hauptlinie miteinander zu verbinden. Mit der Ausdehnung des Stadtgebiets änderte die Strecke ihren Charakter und entwickelte sich zu einer der wichtigsten Verkehrsverbindungen der Stadt. Der Ringbetrieb in seiner heutigen Form besteht seit 1925.

## Allgemeine Merkmale
Die Yamanote-Linie ist 34,5 km lang, ist in Kapspur (1067 mm) verlegt und mit 1500 V Gleichspannung elektrifiziert. Sie verläuft in einer Schleife rund um das Stadtzentrum von Tokio, der Hauptstadt Japans. Dabei stellt sie an mehreren Bahnhöfen Anschlüsse an weitere Linien von JR East her (konventionelle und Shinkansen-Linien). Dasselbe gilt für Radiallinien privater Eisenbahngesellschaften, die vom Stadtzentrum in verschiedene Richtungen verlaufen, sowie für U-Bahn-Linien, die durch das Stadtzentrum verlaufen. Sie verbindet mehrere bedeutende Endbahnhöfe, die zu den meistfrequentierten der Welt gehören, darunter Ueno, Tokio, Shinagawa, Shibuya, Shinjuku und Ikebukuro. Während der acht Jahrzehnte dauernden Staatsbahn-Ära war es den kleineren privaten Bahngesellschaften nicht erlaubt, ihre Vorortstrecken in das von der Yamanote-Linie umschlossene Gebiet hinein zu verlängern, weshalb sie ihre geschäftlichen Aktivitäten auf die Gebiete rund um die Endbahnhöfe konzentrierten. Auf diese Weise entstanden mehrere Subzentren.
Aufgrund der zentralen Lage der Yamanote-Linie, welche die wichtigsten Pendlerknotenpunkte und Geschäftsgebiete Tokios miteinander verbindet, ist die Linie sehr stark ausgelastet. Abschnitte der Linie waren in den 1990er Jahren zu mehr als 250 % ausgelastet. Dieser Wert sank in den 2000er Jahren auf etwas über 200 % und im Jahr 2018 auf unter 150 %. Der Rückgang ist auf die Einführung größerer und häufiger verkehrender Züge auf der Yamanote-Linie sowie auf die Inbetriebnahme paralleler Entlastungsstrecken wie der Fukutoshin-Linie und der Ueno-Tokio-Linie zurückzuführen.
Der Nutzungsquotient der Yamanote-Linie lag im Jahr 2018 bei 1.134.963 Fahrgästen pro Streckenkilometer. Die in einem 2015 veröffentlichten Bericht des MLIT angegebene tägliche Fahrgastzahl betrug 4.098.582 Personen pro Tag. In beiden Fällen bezieht sich „Yamanote-Linie“ jedoch auf die interne Definition von JR East, das heißt für den Schienenkorridor zwischen den Bahnhöfen Shinagawa und Tabata über Shinjuku, der die Fahrgäste der Saikyō- und der Shōnan-Shinjuku-Linie auf der parallelen Yamanote-Güterlinie einschließt. Die Fahrgäste der Yamanote-Linie zwischen Tabata und dem Bahnhof Shinagawa über Tokio sind hingegen nicht darin inbegriffen und werden als Teil der Tōhoku- und der Tōkaidō-Hauptlinie gezählt.

## Name
Das Wort Yamanote bezeichnet im Allgemeinen eine hügelige Gegend im Landesinneren (im Gegensatz zu einem Gebiet in Meeresnähe). In Tokio liegt Yamanote an der Westseite der Yamanote-Linie. Das Wort setzt sich aus den Morphemen yama („Berg“), dem Genitivsuffix no und te („Hand“) zusammen. Es bedeutet wörtlich übersetzt „die Hand des Berges“ und beschreibt ein Vorgebirge. Yamanote-sen wird im Japanischen offiziell ohne das Kana no (の bzw. ノ) geschrieben, was die Aussprache in Drucksachen mehrdeutig macht, denn die Zeichen 山手 können auch als yamate ausgesprochen werden. Nach dem Ende des Pazifikkriegs ordnete der Supreme Commander for the Allied Powers an, dass auf allen Beschriftungen auch die lateinische Schrift verwendet werden solle. Infolgedessen verbreitete sich die latinisierte Umschrift Yamate, bis die Japanische Staatsbahn 1971 die standardisierte Umschrift Yamanote einführte.

## Streckenbeschreibung

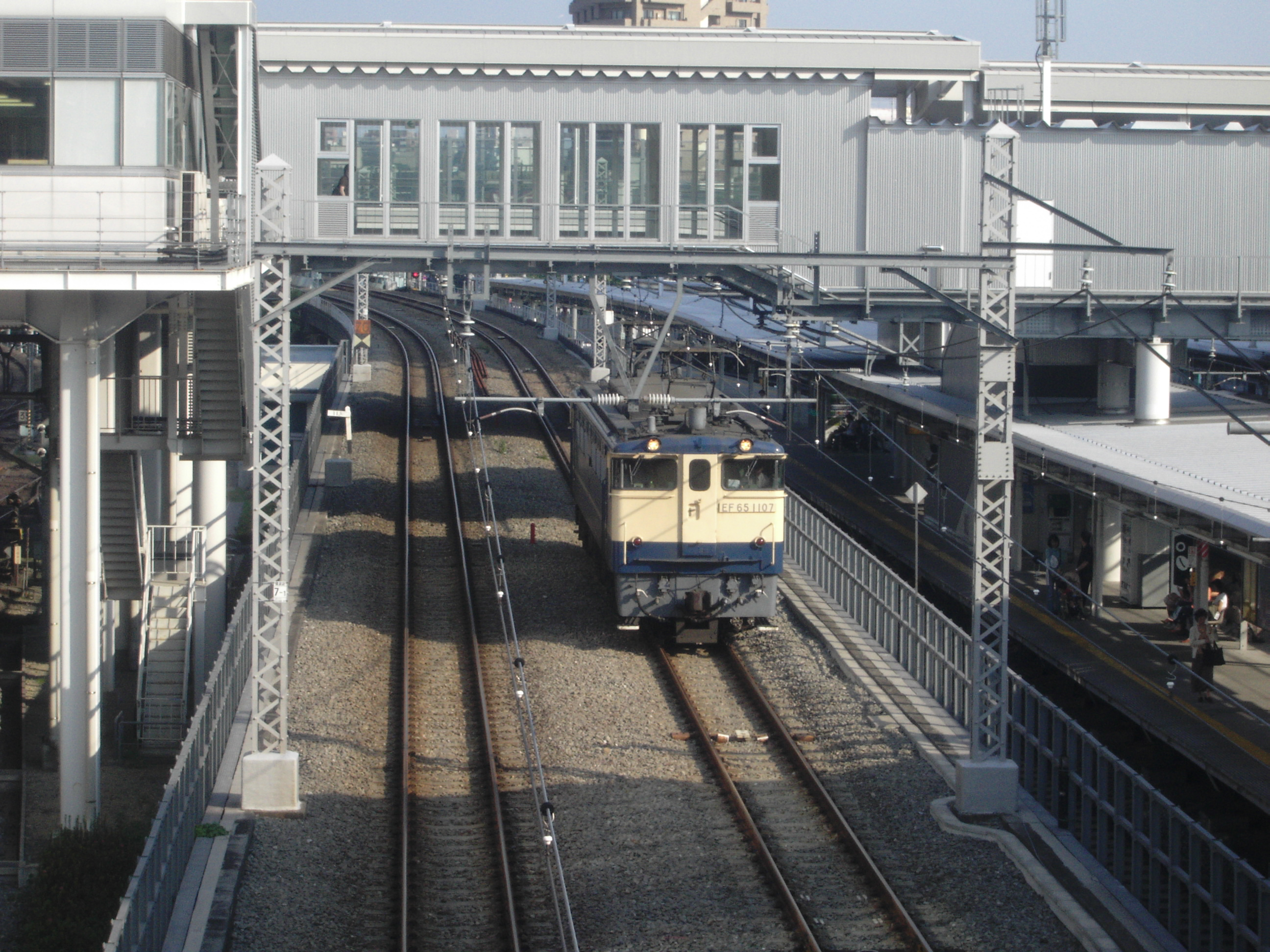
Bahnhof Ōsaki mit Yamanote-Güterlinie und Yamanote-Linie (rechts)

Nach der Ausfahrt aus dem Bahnhof Shinagawa unterquert die Strecke die Keikyū-Hauptlinie und führt zunächst in südlicher Richtung einem Graben entlang, der parallel zur Keihin-Tōhoku-Linie, zur Tōkaidō-Hauptlinie, zur Yokosuka-Linie und zur Tōkaidō-Shinkansen verläuft. Es folgt eine scharfe Rechtskurve, wobei die Strecke sich nach Nordwesten wendet. Kurz vor Ōsaki trifft sie auf die Yamanote-Güterlinie. Auf deren Gleisen verkehren die Züge der Shōnan-Shinjuku-Linie, der Saikyō-Linie und der Rinkai-Linie. In Ōsaki mündet auch die Verbindung vom Hauptdepot in die Strecke ein. Weiter in nordwestlicher Richtung führt sie in Gotanda unter dem Bahnsteig der Tōkyū Ikegami-Linie hindurch. Der nachfolgende Bahnhof Meguro ist an die Tōkyū Meguro-Linie angeschlossen. Anschließend unterquert die Yamanote-Güterlinie die Gleise der Yamanote-Linie und wechselt von der linken zur rechten Seite. Der Bahnhof Ebisu erhielt 1996 einen Bahnsteig an der Yamanote-Güterlinie und war bis 2002, als die Rinkai-Linie ihren Betrieb aufnahm, der südliche Ausgangspunkt der Saikyō-Linie.
Im bedeutenden Verkehrsknotenpunkt Shibuya kann unter anderem zur Keiō Inokashira-Linie, zur Tōkyū Den’entoshi-Linie, zur Tōkyū Tōyoko-Linie und zu drei U-Bahn-Linien umgestiegen werden. Anschließend gelangt man nach Harajuku; dieser Bahnhof verfügt über einen eigenen Bahnsteig für das Kaiserhaus. Unmittelbar vor Yoyogi trifft die Strecke auf die von Osten kommende Trasse, die gemeinsam von der Chūō-Hauptlinie, der Chūō-Schnellbahnlinie und der Chūō-Sōbu-Linie genutzt wird. Die Yamanote-Gleise liegen nun am westlichen Rand eines breiten Schienenkorridors nach Shinjuku, einem der bedeutendsten Verkehrsknotenpunkte des Landes. Neben den drei Chūō-Linien besteht hier auch Anschluss an die Keiō-Linie, die Neue Keiō-Linie, die Odakyū Odawara-Linie und vier U-Bahn-Linien. Auf der Höhe des Bahnhofs Seibu-Shinjuku zweigen die Chūō-Linien in westlicher Richtung ab und unterqueren dabei die Yamanote-Linie. Diese wiederum verläuft über Shin-Ōkubo bis Takadanobaba parallel zur Seibu Shinjuku-Linie. Nach deren Überquerung passiert die Yamanote-Linie den Bahnhof Mejiro, unterquert die Seibu Ikebukuro-Linie und erreicht den Knotenbahnhof Ikebukuro, wo Anschluss an die Tōbu Tōjō-Hauptlinie und drei U-Bahn-Linien besteht.
Nördlich von Ikebukuro zweigt die Saikyō-Linie auf die frühere Akabane-Linie ab, während die Yamanote-Linie und die Yamanote-Güterlinie ihre Fahrtrichtung nach Osten ändern. Weiter geht es über Ōtsuka und Sugamo zum Bahnhof Komagome, in dessen Nähe sich der einzige höhengleiche Bahnübergang an der Ringstrecke befindet. Östlich davon macht die Yamanote-Güterlinie, auf der die Shōnan-Shinjuku-Linie verläuft, unter der eigentlichen Yamanote-Linie hindurch eine Linkskurve und führt nordwärts durch den Nakazato-Tunnel zur Trasse der Tōhoku-Hauptlinie. Die Yamanote-Linie wiederum biegt nach Südosten ab und trifft in Tabata auf die Keihin-Tōhoku-Linie und die Schnellfahrstrecke Tōhoku-Shinkansen, denen sie nun folgt. Der Abschnitt von Tabata bis zum Bahnhof Tokio verläuft offiziell auf der Tōhoku-Hauptlinie, wobei die Züge der Yamanote-Linie zwischen den nord- und südwärts führenden Gleisen der Keihin-Tōhoku-Linie liegen. Über Nishi-Nippori, von wo aus die Utsunomiya-Linie und die Takasaki-Linie denselben Schienenkorridor nutzen, wird Nippori erreicht, der nominelle Ausgangspunkt der Jōban-Linie. Dort besteht Anschluss an die kreuzende Keisei-Hauptlinie und den Nippori-Toneri Liner, während die Schnellfahrstrecke ab hier einen Tunnel nutzt.

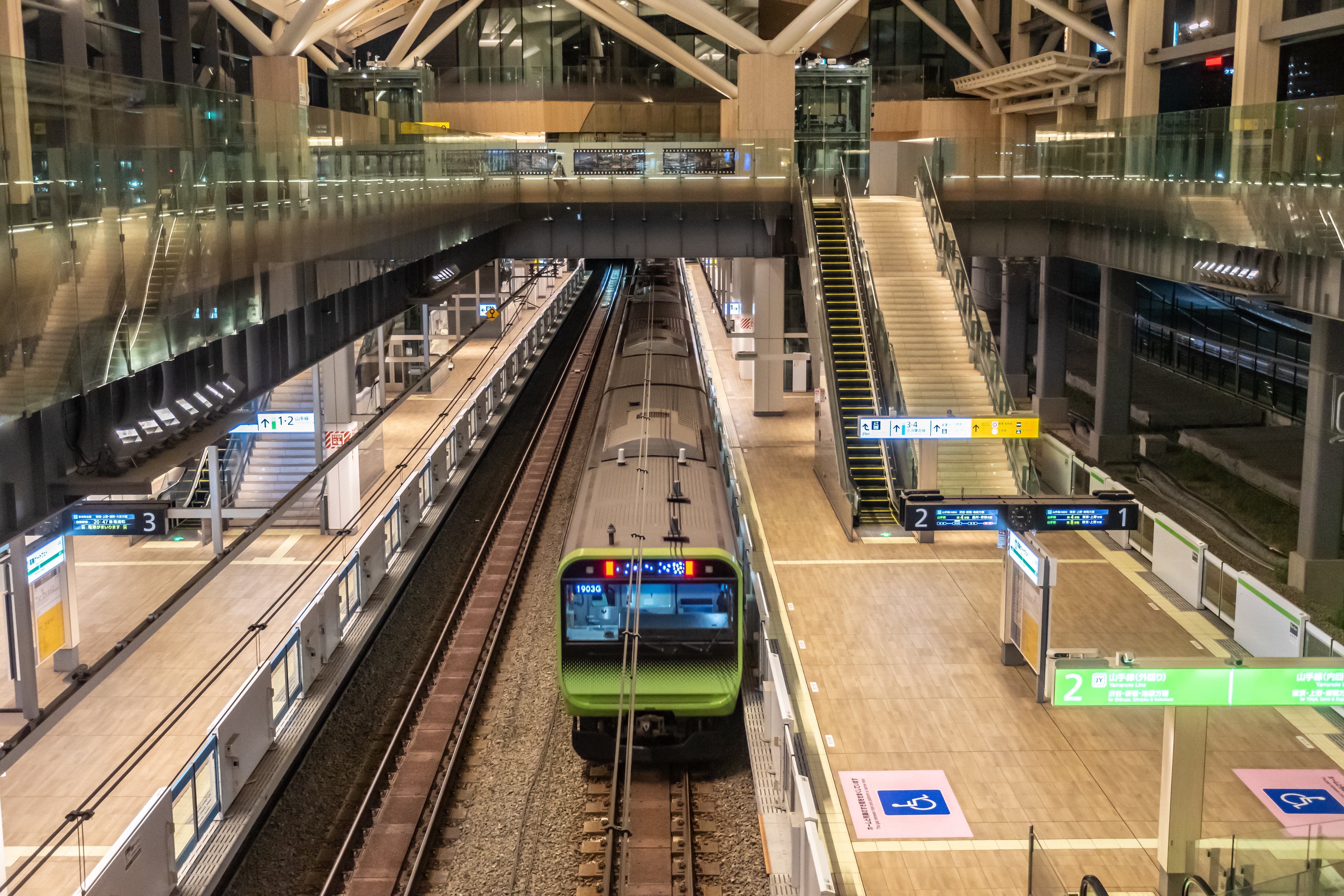
Bahnhof Takanawa Gateway

In einer weiten Rechtskurve verläuft die Yamanote-Linie entlang dem Rand des Ueno-Parks über Uguisudani nach Ueno. Die Utsunomiya-Linie, die Takasaki-Linie und die Jōban-Linie hatten früher in diesem Bahnhof ihren Endpunkt, doch seit 2015 werden sie über die parallel zu den Yamanote- und Keihin-Tōhoku-Gleisen verlaufende Ueno-Tokio-Linie weiter in Richtung Stadtzentrum geführt. In Ueno besteht zudem Anschluss an die Shinkansen-Linien und an zwei U-Bahn-Linien. Über Okachimachi wird der Turmbahnhof Akihabara erreicht, wo die Chūō-Sōbu-Linie gekreuzt wird und auch auf den Tsukuba-Express umgestiegen werden kann. Kurz nach Akihabara taucht die Schnellfahrstrecke aus dem Tunnel auf; in diesem Bereich verläuft die Ueno-Tokio-Linie aufgeständert über den Shinkansen-Gleisen. Beim nachfolgenden Bahnhof Kanda mündet von Nordwesten her die Chūō-Hauptlinie in den Bahnkorridor ein. Der Bahnhof Tokio ist Endstation der Tōhoku- und Tōkaidō-Shinkansen, der Tōkaidō- und Chūō-Hauptlinien sowie der Keiyō-Linie, der Yokosuka-Linie und der Sōbu-Schnellbahnlinie, die von unterirdischen Bahnsteigen aus verkehren.
Der Abschnitt bis Shinagawa gilt offiziell als Teil der in südsüdwestlicher Richtung verlaufenden Tōkaidō-Hauptlinie. Er wird von der Keihin-Tōhoku-Linie und der Tōkaidō-Shinkansen flankiert, während die Gleise der Yokosuka-Linie in einem Tunnel verlaufen. Über Yūrakuchō wird Shimbashi erreicht, wo sich einst der Güterbahnhof Shiodome befand, der von 1872 bis 1914 der Ausgangspunkt der Tōkaidō-Hauptlinie war. Dort befindet sich auch die Endstation der Yurikamome-Bahn. Diese verläuft bis kurz vor dem nachfolgenden Bahnhof Hamamatsuchō parallel zum Tōkaidō/Yamanote-Korridor; dort wiederum beginnt die Strecke der Tokyo Monorail zum Flughafen Tokio-Haneda. Über Tamachi gelangt man auf der Yamanote-Linie nach Takanawa Gateway, mit Baujahr 2020 der jüngste Bahnhof in der Innenstadt. Schließlich wird in Shinagawa der Kreis geschlossen.

## Betrieb

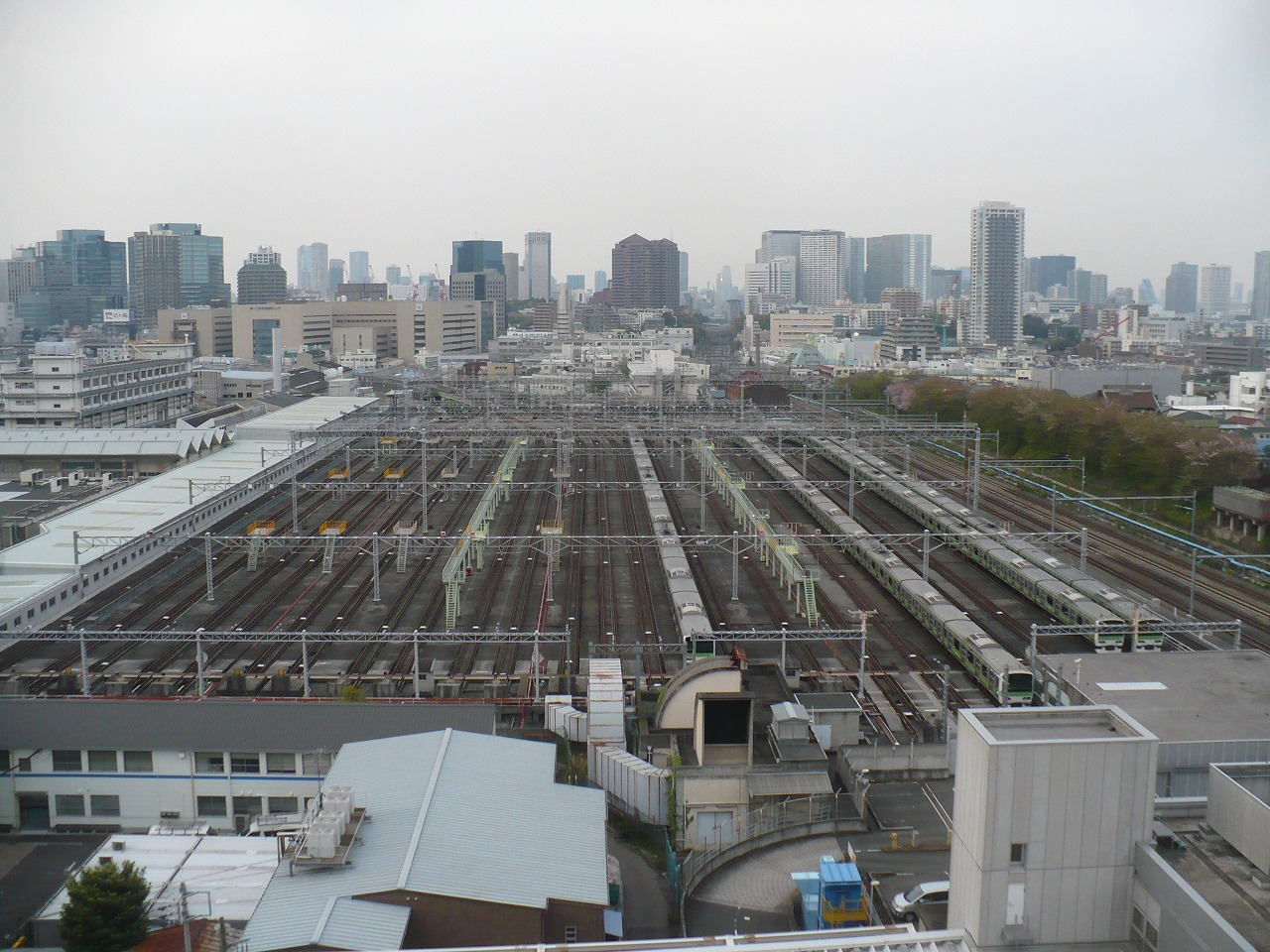
Depot bei Ōsaki

Sämtliche Züge der Yamanote-Linie halten an allen Zwischenstationen und es gibt keine Eilzugverbindungen, die einzelne Bahnhöfe überspringen. Solche werden stattdessen auf Linien angeboten, die zum Teil parallel zur Yamanote-Linie verlaufen, aber andere Gleise befahren und somit betrieblich eigenständig sind. Es handelt sich dabei einerseits um die Keihin-Tōhoku-Linie zwischen Tabata und Shinagawa sowie um die Saikyō-Linie und die Shōnan-Shinjuku-Linie zwischen Ōsaki und Bahnhof Ikebukuro. Die Fahrtzeit für die 34,5 km lange Runde beträgt in der Regel 59 Minuten, während der Hauptverkehrszeit 60 oder 61 Minuten. Die Betriebszeit erstreckt sich von ca. 4:30 Uhr morgens bis 1:00 Uhr nachts. Tagsüber fahren die Züge an Werktagen alle fünf Minuten, während der Hauptverkehrszeit alle drei bis vier Minuten.
Da die Yamanote-Linie im Kreis verläuft, wird die Fahrtrichtung in den Fahrgastinformationen entweder als „äußerer Ring“ (外回り, soto-mawari) oder als „innerer Ring“ (内回り, uchi-mawari) angegeben. Züge auf dem Außenring fahren im Uhrzeigersinn (Shinagawa → Shibuya → Shinjuku → Ikebukuro → Ueno → Tokio → Shinagawa), Züge auf dem Innenring gegen den Uhrzeigersinn. In der Nähe von Ōsaki befindet sich das Hauptdepot der Yamanote-Linie, weshalb dieser Bahnhof bezüglich der Fahrplangestaltung als Start- und Zielpunkt betrachtet wird. Sobald die Züge dort in Betrieb gesetzt wurden, fahren sie im Grunde den ganzen Tag über im Kreis in dieselbe Richtung. Die einzigen Züge, die an Zwischenstationen enden, fahren werktags morgens nach Ikebukuro und abends nach Shinagawa. Darüber hinaus gibt es werktags Züge, die morgens von Tamachi und nachmittags von Ikebukuro abfahren.

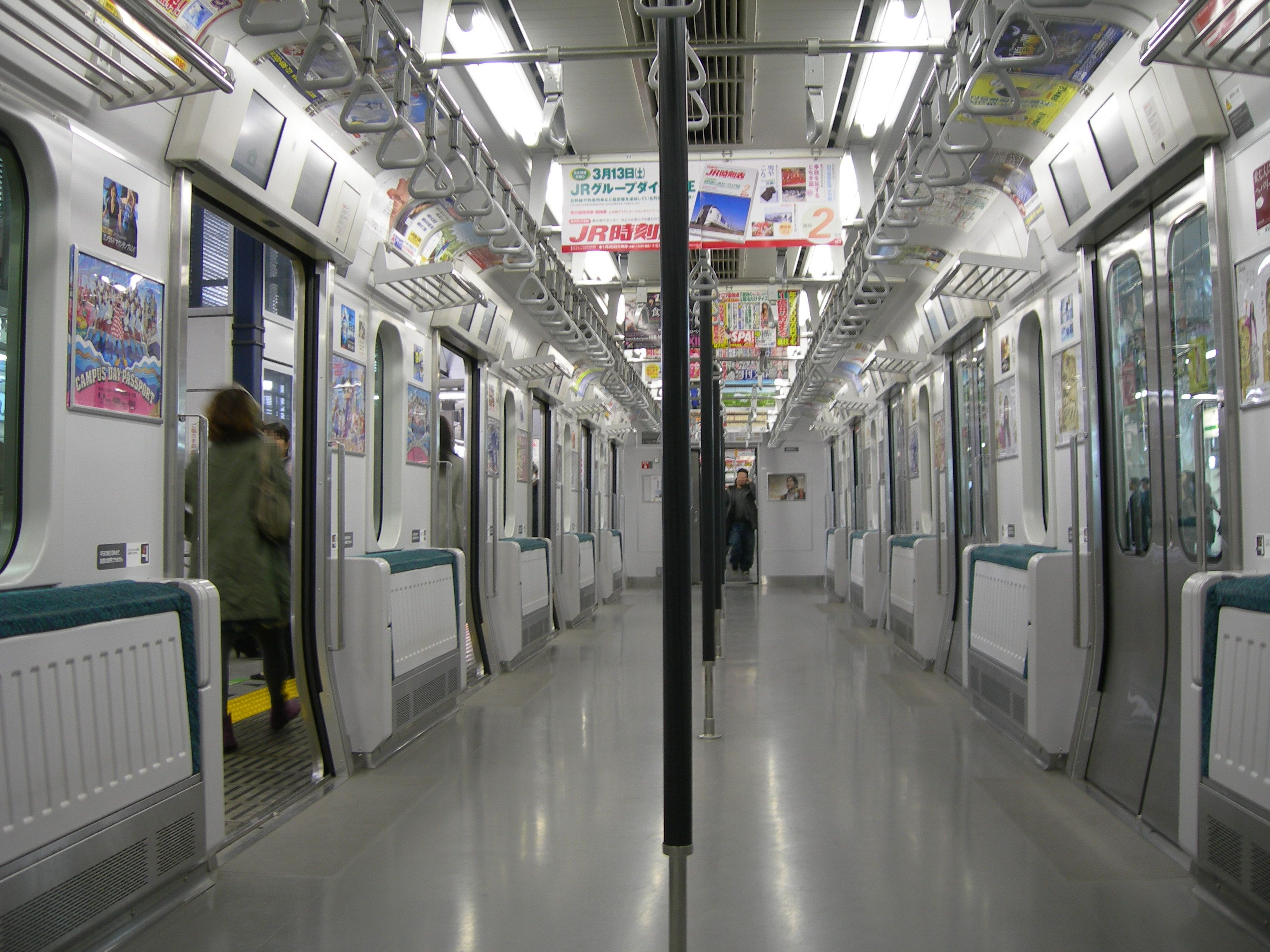
Frühere Baureihe E231-500 mit sechs Türen und aufklappbaren Sitzbänken (2010)

## Fahrzeuge
Seit Januar 2020 wird die Strecke ausschließlich mit einer Flotte von 50 elfteiligen Elektrotriebzügen der Baureihe E235 bedient, wobei der erste am 30. November 2015 auf der Strecke eingesetzt wurde. Verschiedene technische Mängel, darunter Probleme mit den Türschließanzeigern, führten jedoch dazu, dass der Zug noch am selben Tag aus dem Verkehr gezogen werden musste. Die Baureihe E235 konnte am 7. März 2016 wieder auf der Yamanote-Linie eingesetzt werden und ältere Kompositionen wurden daraufhin nach und nach ersetzt.
Vor der Baureihe E235 wurde die Yamanote-Linie mit Elektrotriebzügen der Baureihe E231-500 betrieben, die vom 21. April 2002 bis zum 20. Januar 2020 im Einsatz waren. Sie unterstützte ein damals neuartiges Zugbeeinflussungssystem, die digitale automatische Zugsteuerung (D-ATC). Ursprünglich verfügten die Züge über zwei Wagen mit sechs Türen an beiden Seite sowie mit hochklappbaren Sitzbänken, die in der morgendlichen Hauptverkehrszeit bis 10 Uhr zusätzliche Stehplätze boten. Ab 22. Februar 2010 wurden die Sitze in der morgendlichen Hauptverkehrszeit nicht mehr hochgeklappt und JR East vereinheitlichte alle Züge bis zum 31. August 2011 mit neu gebauten viertürigen Wagen. Gründe dafür waren die verringerte Überlastung der Strecke und Vorbereitungen für den Einbau von Bahnsteigtüren an allen Bahnhöfen bis 2017.

## Ansagen

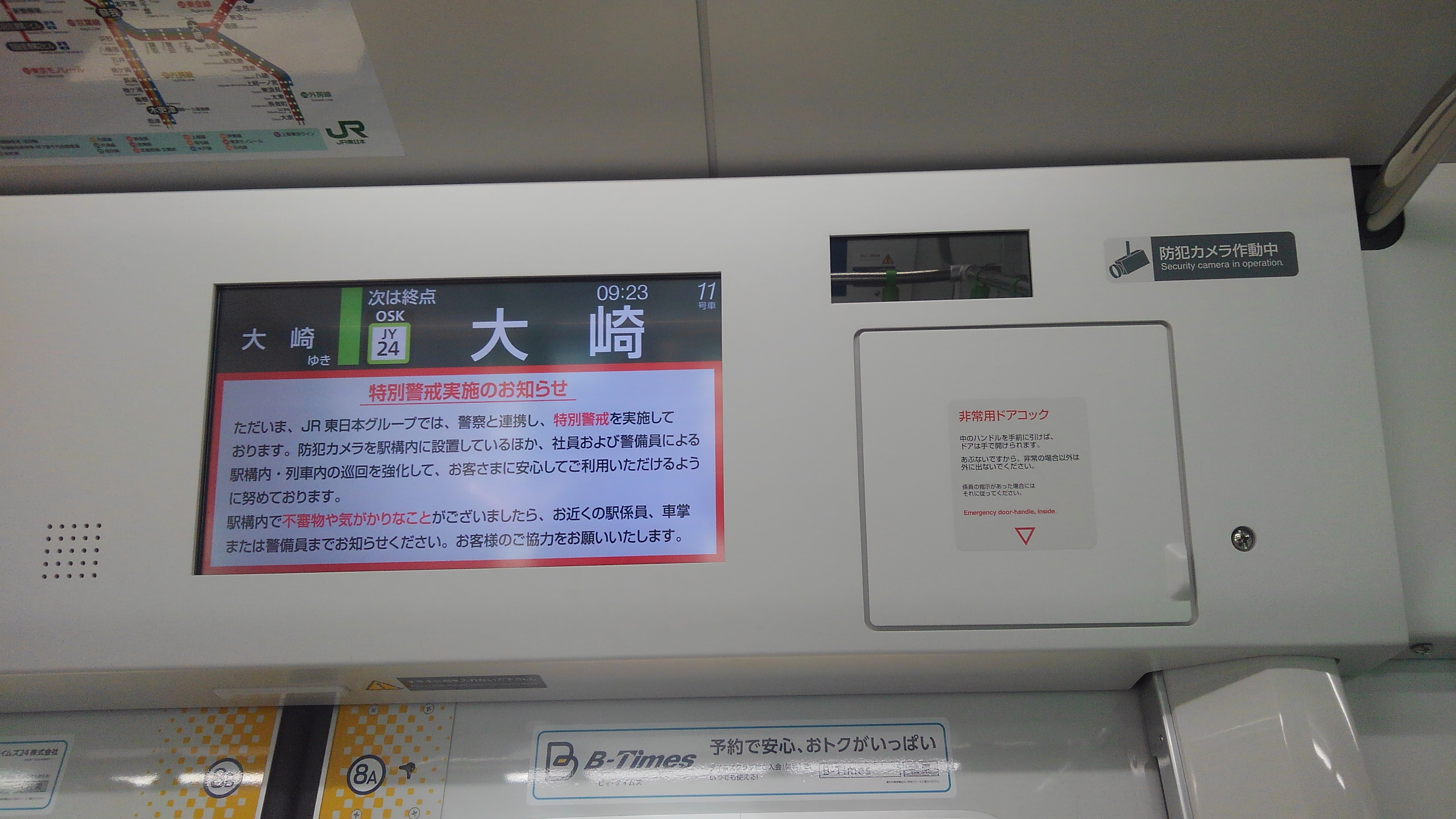
LC-Monitor mit Überwachungskamera in einem Zug der Baureihe E235

Die Ansage des jeweils nächsten Haltes erfolgt sowohl akustisch als auch visuell. Die akustische Ansage besteht aus jeweils einer japanisch- und englischsprachigen Ansage des nächsten Haltes sowie Umsteigemöglichkeiten und Fahrtrichtung. Die visuelle Anzeige erfolgt über LC-Monitore, die über jeder Tür angebracht sind. Hier werden im Wechsel auf Japanisch und Englisch die jeweils nächste Station auf dem Streckenplan, die aktuelle Fahrtrichtung sowie die Fahrtzeit bis zu den nachfolgenden Halten angezeigt. Darüber hinaus können auch aktuelle Informationen wie Verspätungen, Baustellen auf der Strecke und dergleichen angezeigt werden. Zuweilen wird das Display auch zum Abspielen kurzer Werbespots genutzt. Darüber hinaus befinden sich im Bereich über den Sitzplätzen Monitore, die ausschließlich für Werbespots genutzt werden.

## Geschichte

### Beginn des Vorortverkehrs

Entwicklung der Yamanote-Linie

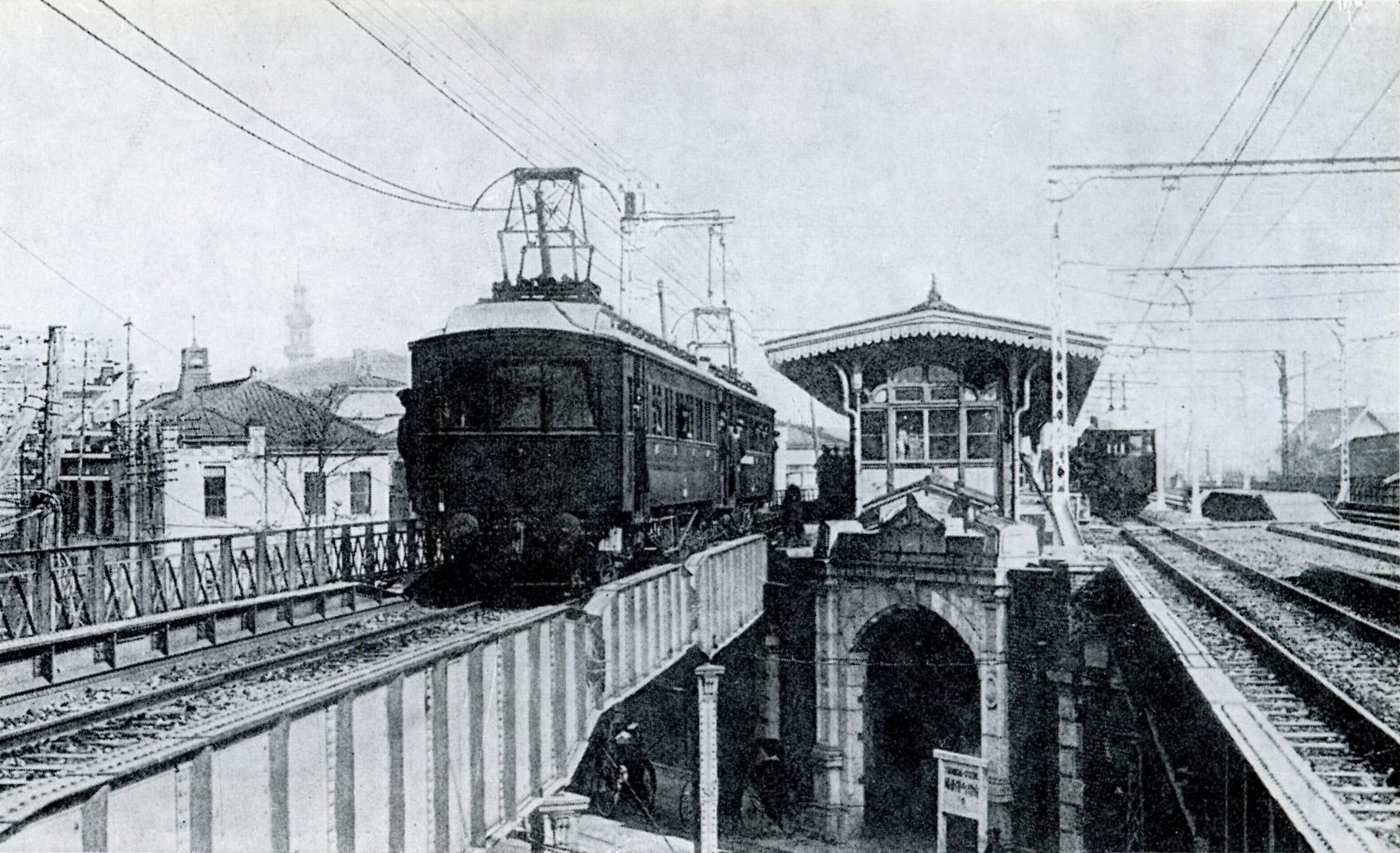
Bahnhof Yūrakuchō (1914)

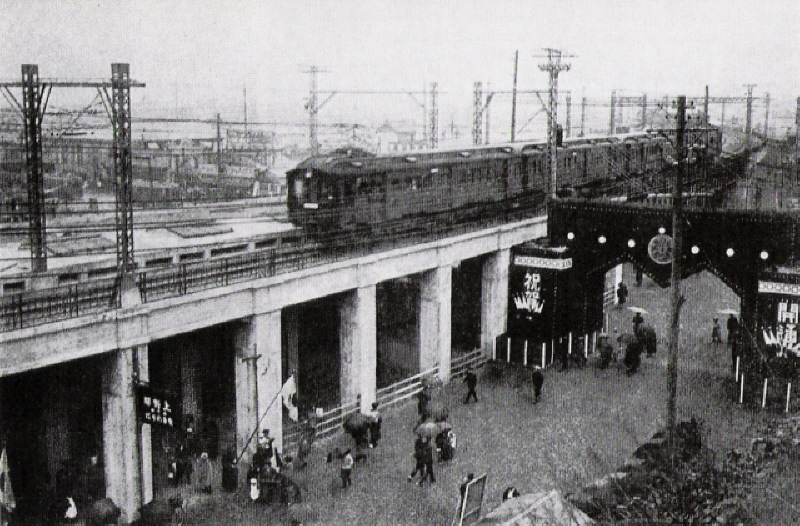
Einfahrt eines Yamanote-Zuges in den Bahnhof Ueno (1925)

Der älteste Abschnitt, der heute von Zügen der Yamanote-Linie befahren wird, liegt zwischen den Bahnhöfen Shimbashi und Shinagawa. Er besteht seit 1872 und ist Teil der ersten Bahnstrecke Japan, die damals Tokio mit Yokohama verband. Der Betrieb erfolgte durch die staatliche Eisenbahnverwaltung, heute wird dieses Teilstück der Tōkaidō-Hauptlinie zugerechnet. 1883 nahm die Nippon Tetsudō, Japans erste private Bahngesellschaft, das erste Teilstück der Tōhoku-Hauptlinie nördlich von Ueno in Betrieb, wobei das Teilstück bis zur Verzweigung Tabata heute ebenfalls von der Yamanote-Linie mitbenutzt wird. Bereits bei der Gründung der Bahngesellschaft bestand die Absicht, eine Verbindung zur Regierungsbahn nach Yokohama zu schaffen, um so den Güterverkehr vom und zum Hafen anzukurbeln. Eine direkte Streckenführung zwischen Shimbashi und Ueno schied aus finanziellen Gründen aus, weshalb die Nippon Tetsudō stattdessen eine Umgehungsstrecke entlang dem westlichen Stadtrand durch das Yamanote-Hügelvorland errichtete. Die Eröffnung der 20,8 km langen Shinagawa-Linie von Akabane nach Shinagawa erfolgte am 1. März 1885, zusammen mit den Bahnhöfen Itabashi, Shinjuku und Shibuya. 15 Tage später kamen die Bahnhöfe Meguro und Mejiro hinzu, deren Fertigstellung sich verzögert hatte.
Gemäß dem Fahrplan von 1886 verkehrten täglich vier Personenzüge von Akabane nach Shimbashi und zurück, ansonsten war die Strecke vor allem für den Güterverkehr von Bedeutung. Um den Endbahnhof Ueno zu entlasten, nahm die Nippon Tetsudō am 1. November 1890 eine ebenerdige Stichstrecke nach Akihabara in Betrieb, die dem Güterverkehr vorbehalten war. Die zunehmende Verstädterung des erschlossenen Gebiets führte zu einer Ausweitung des Angebots: Am 1. April 1896 kam der Bahnhof Tabata hinzu, am 25. Februar 1901 die Bahnhöfe Ōsaki und Ebisu (letzterer zunächst nur für den Güterverkehr). Die Nippon Tetsudō änderte am 8. August 1901 ihre Satzung und legte die Shinagawa-Linie mit der im Bau befindlichen Toshima-Linie zwischen der Signalstation Ikebukuro und Tabata zur Yamanote-Linie zusammen. Die neue Zweigstrecke Ikebukuro–Tabata ging am 1. April 1903 in Betrieb, zusammen mit den Bahnhöfen Ikebukuro, Ōtsuka und Sugamo. Während dieser Abschnitt von Anfang an zweigleisig war, erhielten die übrigen Teile der Yamanote-Linie wie folgt ein zweites Gleis: Ikebukuro–Shinjuku im November 1904, Shinjuku–Shibuya im Oktober 1905 und Shibuya–Ōsaki im Oktober 1906. Ebenso fügte die Nippon Tetsudō weitere Bahnhöfe hinzu: Nippori am 1. April 1905 und Harajuku am 30. Oktober 1906 (am selben Tag gab sie den Bahnhof Ebisu auch für den Personenverkehr frei).

### Ausbau und Lückenschluss
Als Folge des Eisenbahnverstaatlichungsgesetzes ging das gesamte Streckennetz der Nippon Tetsudō zwei Tage später an das staatliche Eisenbahnamt (das spätere Eisenbahnministerium) über. Die neue Besitzerin baute am 30. Oktober 1909 das Teilstück Ōsaki–Shinagawa zweigleisig aus und zwei Wochen später, am 16. Dezember, eröffnete sie das Teilstück Shinagawa–Karasumori (heute Shimbashi) der Tōkaidō-Hauptlinie. Am selben Tag nahm sie den Bahnhof Yoyogi in Betrieb, ebenso elektrifizierte sie die gesamte Yamanote-Linie mitsamt dem Abzweig nach Akabane. Vom 25. Juni 1910 an fuhren die elektrischen Züge weiter bis nach Yūrakuchō. Daraufhin folgte die Eröffnung weiterer Bahnhöfe: Takadanobaba am 15. September 1910, Jūjō am 1. November 1910, Komagome am 15. November 1910, Gotanda am 15. Oktober 1911, Uguisudani am 11. Juli 1912 und Shin-Ōkubo am 15. November 1914. Schließlich kam am 20. Dezember 1914 der zentrale Bahnhof Tokio hinzu. Mit der Inbetriebnahme der Strecke Tokio–Kanda am 1. März 1919 wurden die Nahverkehrszüge der Yamanote-Linie mit jenen der Chūō-Hauptlinie zusammengelegt, so dass sie vorübergehend auf der Verbindung Nakano–Tokio–Shinagawa–Ikebukuro–Ueno verkehrten.
Das Große Kantō-Erdbeben vom 1. September 1923 hatte Großbrände zur Folge, denen mehrere Bahnhöfe zum Opfer fielen. Die großflächigen Zerstörungen ermöglichten es dem Eisenbahnministerium, die für den Viadukt zwischen Tokio nach Ueno benötigten Grundstücke zu sehr günstigen Preisen zu erwerben und die 1920 begonnenen Bauarbeiten massiv zu beschleunigen. Schließlich konnte am 1. November 1925 die letzte Lücke zwischen Kanda und Ueno geschlossen werden, wenn auch vorerst nur zweigleisig. Dies ermöglichte es unter anderem, auf der Yamanote-Linie den Ringbetrieb einzuführen; ebenso endete die betriebliche Verknüpfung mit der Chūō-Hauptlinie. Am selben Tag gingen auch die Bahnhöfe Akihabara und Okachimachi in Betrieb. Der Fahrplan zu Beginn des Ringbetriebs sah grundsätzlich fünf Züge pro Stunde vor, bei einer Fahrtzeit von 72 Minuten (auf der Zweigstrecke Ikebukuro–Akabane betrug sie zehn Minuten). Darüber hinaus wurden während der Hauptverkehrszeit zusätzliche Züge eingesetzt, während zwischen Tabata und Tamachi parallel dazu die Keihin-Tōhoku-Linie verlief. Zur Entflechtung des Güter- und Personenverkehrs war bereits 1918 begonnen worden, einzelne Abschnitte des westlichen Teils der Yamanote-Linie von Tabata über Ikebukuro und Shibuya nach Shinagawa durch eine zweite Doppelspur zu ergänzen. Diese „Yamanote-Güterlinie“ (山手貨物線, Yamanote kamotsu-sen) war ein halbes Jahr zuvor am 28. März 1925 vollendet.

### Weitere Entwicklung
In der Endphase des Pazifikkriegs wurden im April und Mai 1945 mehrere Bahnhöfe durch Luftangriffe der United States Army Air Forces zerstört und mussten in den darauf folgenden Jahren wiederaufgebaut werden; zeitweise war der Bahnbetrieb vollständig unterbrochen. Ab 1. Juni 1949 war die Japanische Staatsbahn für den Betrieb verantwortlich. Die Inbetriebnahme einer zweiten Doppelspur zwischen Tabata und Tamachi am 19. November 1956 ermöglichte eine klare Trennung von der Keihin-Tōhoku-Linie, was wiederum eine deutliche Kapazitätserhöhung ermöglichte. 1968 führte die Staatsbahn Zehn-Wagen-Züge ein, am 20. April 1971 eröffnete sie den Bahnhof Nishi-Nippori. Am 15. Juli 1972 trennte sie den Abschnitt Ikebukuro–Akabane betrieblich von der Yamanote-Linie und benannte ihn offiziell in Akabane-Linie um (dieser Name war umgangssprachlich bereits weit verbreitet gewesen). Neun Jahre später, am 6. Dezember 1981, erfolgte die Einführung von automatischer Zugsteuerung (ATC) und Zugfunksystemen.

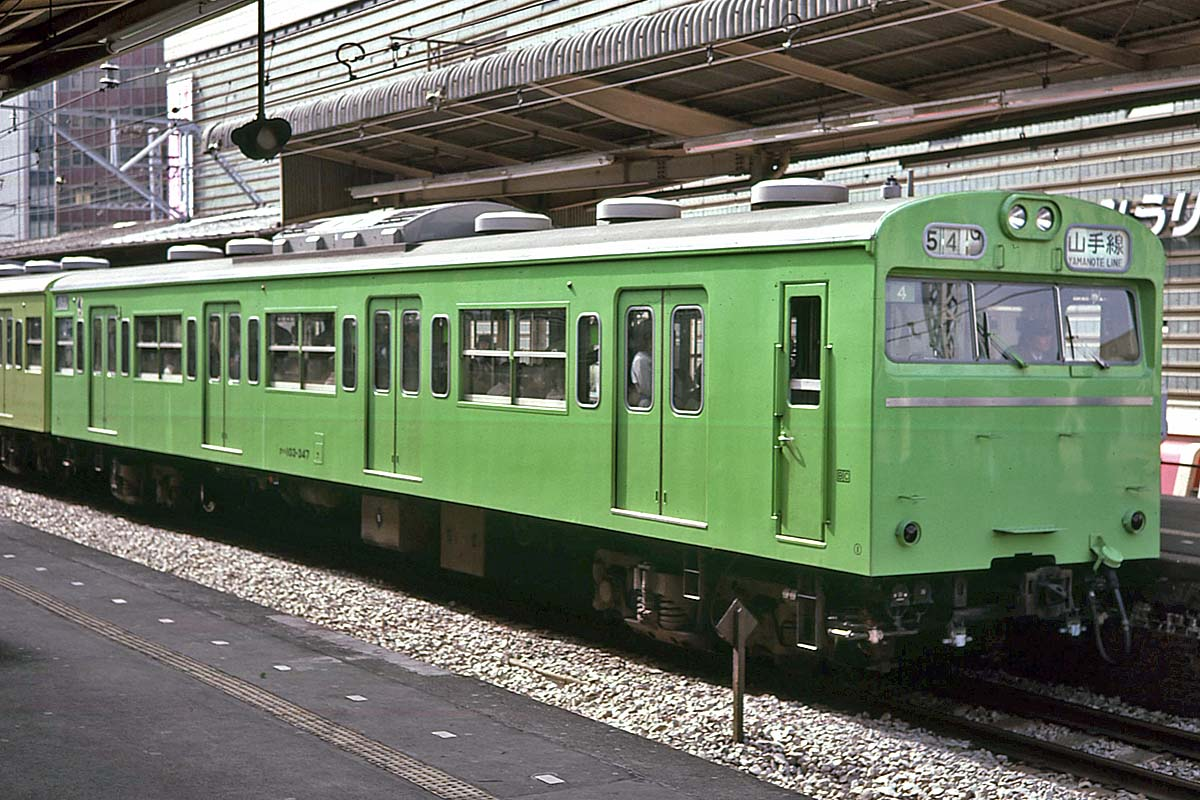
Zug der Baureihe 103 in Yūrakuchō (1985)

Als die Kapazität der Yamanote-Güterlinie in den 1960er Jahren an ihre Grenzen stieß, begann der Bau einer äußeren Umgehungsstrecke, die 1973 als Musashino-Linie eröffnet wurde. Als Folge davon ging die Bedeutung der Yamanote-Güterlinie für den Güterverkehr erheblich zurück, insbesondere nachdem die Saikyō-Linie 1986 und die Shōnan-Shinjuku-Linie 2001 ihren Betrieb aufnahmen und die Personenzüge auf diesen beiden Linien seither den Großteil des Verkehrs ausmachen. Im Rahmen der Staatsbahnprivatisierung ging die gesamte Yamanote-Linie am 1. April 1987 in den Besitz der neuen Gesellschaft JR East über. Diese führte am 4. Juli 1998 das automatisierte Bahnbetriebssystem ATOS (Autonomous decentralized Transport Operation control System) ein. Am 14. März 2020 erfolgte die Eröffnung des Bahnhofs Takanawa Gateway, der auf einer brach liegenden Fläche erbaut worden war und zukünftig das Zentrum eines neuen Geschäftsviertels bilden soll.
Im Oktober 2022 begann JR East mit Probefahrten für fahrerlose Züge auf der Yamanote-Linie, die im Lauf des Jahres 2028 eingeführt werden sollen. Zwei Zuggarnituren wurden mit dem neuen System ausgestattet und verkehren auf der Strecke, während das Zugpersonal die Leistung der Züge testet. Darüber hinaus sind die beiden Garnituren durch einen ATO-Aufkleber (Automatic Train Operation) an der Vorderseite und an den Seiten leicht zu unterscheiden. Sobald das System vollständig installiert ist, wird dies die erste Linie von JR East sein, auf der fahrerlose Züge eingesetzt werden.

## Kurioses
Die Yamanote-Linie ist eine der bekanntesten Bahnstrecken des Landes. So werden in Japan diverse Computerspiele angeboten (unter anderem Densha de Go!), bei denen man Züge der Yamanote-Linie auf Zeit steuert. Auch existiert in Japan ein beliebtes Trinkspiel, bei der die Teilnehmer nacheinander die Stationen der Yamanote-Linie aufzählen müssen. Sobald jemand einen Fehler macht, muss er zur Strafe einen Schluck eines alkoholischen Getränkes trinken.

## Liste der Bahnhöfe
| Name | Name                                | km   | Anschlusslinien | Lage   | Ort       |
| ---- | ----------------------------------- | ---- | --- | ------ | --------- |
| JY01 | Tokio (東京)                        | 00,0 | Tōkaidō-Shinkansen Tōhoku-Shinkansen Jōetsu-Shinkansen Hokuriku-Shinkansen Ueno-Tokio-Linie Tōkaidō-Hauptlinie (Utsunomiya-Linie) Keihin-Tōhoku-Linie Yokosuka-Linie Chūō-Hauptlinie (Chūō-Schnellbahn) Sōbu-Hauptlinie (Sōbu-Schnellbahn) Keiyō-Linie U-Bahn Tokio: Marunouchi-Linie  | Koord. | Chiyoda   |
| JY02 | Kanda (神田)                        | 01,3 | Keihin-Tōhoku-Linie Chūō-Schnellbahnlinie U-Bahn Tokio: Ginza-Linie | Koord. | Chiyoda   |
| JY03 | Akihabara (秋葉原)                  | 02,0 | Keihin-Tōhoku-Linie Chūō-Sōbu-Linie Tsukuba-Express U-Bahn Tokio: Hibiya-Linie | Koord. | Chiyoda   |
| JY04 | Okachimachi (御徒町)                | 03,0 | Keihin-Tōhoku-Linie | Koord. | Taitō     |
| JY05 | Ueno (上野)                         | 03,6 | Tōhoku-Shinkansen Jōetsu-Shinkansen Hokuriku-Shinkansen Tōhoku-Hauptlinie (Utsunomiya-Linie) Ueno-Tokio-Linie Jōban-Linie Takasaki-Linie Keihin-Tōhoku-Linie U-Bahn Tokio: Ginza-Linie, Hibiya-Linie im Bhf. Keisei-Ueno: Keisei-Hauptlinie                                            | Koord. | Taitō     |
| JY06 | Uguisudani (鶯谷)                   | 04,7 | Keihin-Tōhoku-Linie | Koord. | Taitō     |
| JY07 | Nippori (日暮里)                    | 05,8 | Keihin-Tōhoku-Linie Jōban-Linie Keisei-Hauptlinie Nippori-Toneri Liner | Koord. | Arakawa   |
| JY08 | Nishi-Nippori (西日暮里)            | 06,3 | Keihin-Tōhoku-Linie Nippori-Toneri Liner U-Bahn Tokio: Chiyoda-Linie | Koord. | Arakawa   |
| JY09 | Tabata (田端)                       | 07,1 | Keihin-Tōhoku-Linie | Koord. | Kita      |
| JY10 | Komagome (駒込)                     | 08,7 | U-Bahn Tokio: Namboku-Linie | Koord. | Toshima   |
| JY11 | Sugamo (巣鴨)                       | 09,4 | U-Bahn Tokio: Mita-Linie | Koord. | Toshima   |
| JY12 | Ōtsuka (大塚)                       | 10,5 | Toden-Arakawa-Linie | Koord. | Toshima   |
| JY13 | Ikebukuro (池袋)                    | 12,3 | Saikyō-Linie Shōnan-Shinjuku-Linie Seibu Ikebukuro-Linie Tōbu Tōjō-Hauptlinie U-Bahn Tokio: Fukutoshin-Linie Marunouchi-Linie Yūrakuchō-Linie | Koord. | Toshima   |
| JY14 | Mejiro (目白)                       | 13,5 | | Koord. | Toshima   |
| JY15 | Takadanobaba (高田馬場)             | 14,4 | Seibu Shinjuku-Linie U-Bahn Tokio: Tōzai-Linie | Koord. | Shinjuku  |
| JY16 | Shin-Ōkubo (目白新大久保)           | 15,8 | | Koord. | Shinjuku  |
| JY17 | Shinjuku (新宿)                     | 17,1 | Chūō-Hauptlinie (Chūō-Schnellbahnlinie) (Chūō-Sōbu-Linie) Saikyō-Linie Shōnan-Shinjuku-Linie Keiō-Linie Neue Keiō-Linie Odakyū Odawara-Linie U-Bahn Tokio: Marunouchi-Linie Toei Shinjuku-Linie im Bhf. Seibu-Shinjuku: Seibu Shinjuku-Linie im U-Bhf. Shinjuku-nishiguchi: Ōedo-Linie | Koord. | Shinjuku  |
| JY18 | Yoyogi (代々木)                     | 17,8 | Chūō-Sōbu-Linie U-Bahn Tokio: Ōedo-Linie | Koord. | Shibuya   |
| JY19 | Harajuku (原宿)                     | 19,3 | im U-Bhf. Meiji-jingūmae: Chiyoda-Linie, Fukutoshin-Linie | Koord. | Shibuya   |
| JY20 | Shibuya (渋谷)                      | 20,5 | Saikyō-Linie Shōnan-Shinjuku-Linie Keiō Inokashira-Linie Tōkyū Den’entoshi-Linie Tōkyū Tōyoko-Linie U-Bahn Tokio: Fukutoshin-Linie Ginza-Linie Hanzōmon-Linie | Koord. | Shibuya   |
| JA21 | Ebisu (恵比寿)                      | 22,1 | Saikyō-Linie Shōnan-Shinjuku-Linie U-Bahn Tokio: Hibiya-Linie | Koord. | Shibuya   |
| JY22 | Meguro (目黒)                       | 23,6 | Tōkyū Meguro-Linie U-Bahn Tokio: Namboku-Linie, Mita-Linie | Koord. | Shinagawa |
| JY23 | Gotanda (五反田)                    | 24,8 | Tōkyū Ikegami-Linie U-Bahn Tokio: Asakusa-Linie | Koord. | Shinagawa |
| JY24 | Ōsaki (大崎)                        | 25,7 | Saikyō-Linie Shōnan-Shinjuku-Linie Rinkai-Linie | Koord. | Shinagawa |
| JY25 | Shinagawa (品川)                    | 27,7 | Tōkaidō-Shinkansen Tōkaidō-Hauptlinie Keihin-Tōhoku-Linie Yokosuka-Linie Keikyū-Hauptlinie | Koord. | Minato    |
| JY26 | Takanawa Gateway (高輪ゲートウェイ) | 28,6 | Keihin-Tōhoku-Linie im Bhf. Sengakuji: Keikyū-Hauptlinie Asakusa-Linie | Koord. | Minato    |
| JY27 | Tamachi (田町)                      | 29,9 | Keihin-Tōhoku-Linie | Koord. | Minato    |
| JY28 | Hamamatsuchō (浜松町)               | 31,4 | Keihin-Tōhoku-Linie Tōkyō Monorail | Koord. | Minato    |
| JY29 | Shimbashi (新橋)                    | 32,6 | Tōkaidō-Hauptlinie Keihin-Tōhoku-Linie Yokosuka-Linie Yurikamome U-Bahn Tokio: Asakusa-Linie, Ginza-Linie | Koord. | Minato    |
| JY30 | Yūrakuchō (有楽町)                  | 33,7 | Keihin-Tōhoku-Linie U-Bahn Tokio: Yūrakuchō-Linie | Koord. | Chiyoda   |
| JY01 | Tokio (東京)                        | 34,5 | |        | Chiyoda   |